# Internationale Filmfestspiele von Cannes 1967
Die 20. Internationalen Filmfestspiele von Cannes 1967 fanden vom 27. April bis zum 12. Mai 1967 statt.

## Wettbewerb
Im Wettbewerb des diesjährigen Festivals wurden folgende Filme gezeigt:
| Filmtitel                          | Regisseur              | Produktionsland            | Darsteller (Auswahl)                                     |
| Accident – Zwischenfall in Oxford  | Joseph Losey           | Großbritannien             | Dirk Bogarde, Stanley Baker, Michael York                |
| Big Boy, jetzt wirst Du ein Mann!  | Francis Ford Coppola   | USA                        | Elizabeth Hartman, Geraldine Page, Rip Torn              |
| Blow Up*                           | Michelangelo Antonioni | Großbritannien, Italien    | David Hemmings, Vanessa Redgrave, Sarah Miles            |
| La chica del lunes                 | Leopoldo Torre Nilsson | Argentinien                | Arthur Kennedy, Geraldine Page                           |
| Das Ende einer großen Liebe        | Bo Widerberg           | Schweden                   | Pia Degermark                                            |
| Hagbard und Signe                  | Gabriel Axel           | Dänemark, Island, Schweden | Oleg Vidov, Gitte Hænning, Eva Dahlbeck                  |
| Hotel für Fremde                   | Antonín Mása           | Tschechoslowakei           |                                                          |
| L’inconnu de Shandigor             | Jean-Louis Roy         | Schweiz                    | Marie-France Boyer, Ben Carruthers, Serge Gainsbourg     |
| Katerina Ismailowa                 | Michail Schapiro       | Sowjetunion                |                                                          |
| Land in Trance                     | Glauber Rocha          | Brasilien                  | Jardel Filho, Glauce Rocha, José Lewgoy                  |
| Mon amour, mon amour               | Nadine Trintignant     | Frankreich                 | Jean-Louis Trintignant, Valérie Lagrange, Michel Piccoli |
| Mordgeschichten                    | Alain Jessua           | Frankreich                 | Jean-Pierre Cassel, Claudine Auger                       |
| Mord und Totschlag                 | Volker Schlöndorff     | Deutschland                | Anita Pallenberg, Hans Peter Hallwachs                   |
| Mouchette                          | Robert Bresson         | Frankreich                 | Nadine Nortier, Jean-Claude Guilbert, Maria Cardinal     |
| Pedro Páramo                       | Carlos Velo            | Mexiko                     | John Gavin                                               |
| Ich traf sogar glückliche Zigeuner | Aleksandar Petrović    | Jugoslawien                |                                                          |
| Shlosha Yamim Veyeled              | Uri Zohar              | Israel                     | Oded Kotler                                              |
| Último encuentro                   | Antonio Eceiza         | Spanien                    | Antonio Gades                                            |
| Ulysses                            | Joseph Strick          | Großbritannien, USA        | Barbara Jefford, Milo O’Shea                             |
| Unmoralisch lebt man besser        | Pietro Germi           | Frankreich, Italien        | Ugo Tognazzi, Stefania Sandrelli                         |
| Der Unverstandene                  | Luigi Comencini        | Italien, Frankreich        | Anthony Quayle                                           |
| Der Wind kommt aus den Bergen      | Mohamed Lakhdar-Hamina | Algerien                   |                                                          |
| Zehntausend Sonnen                 | Ferenc Kósa            | Ungarn                     |                                                          |
| Zwei Särge auf Bestellung          | Elio Petri             | Italien                    | Gian Maria Volonté, Irene Papas                          |

* = Grand Prix

## Internationale Jury
In diesem Jahr war der italienische Regisseur Alessandro Blasetti Jurypräsident. Er stand folgender Jury vor: Claude Lelouch, Georges Lourau, Georges Neveux, Gian-Luigi Rondi, Jean-Louis Bory, Miklós Jancsó, Ousmane Sembene, René Bonnell, Sergei Bondartschuk, Shirley MacLaine und Vincente Minnelli.

## Preisträger
- Grand Prix: Blow Up
- Sonderpreis der Jury: Accident – Zwischenfall in Oxford und Ich traf sogar glückliche Zigeuner
- Beste Schauspielerin: Pia Degermark in Das Ende einer großen Liebe
- Bester Schauspieler: Oded Kotler in Shlosha Yamim Veyeled
- Bester Regisseur: Ferenc Kósa für Zehntausend Sonnen
- Bestes Drehbuch:  Alain Jessua für Mordgeschichten und Elio Petri für Zwei Särge auf Bestellung

## Weitere Preise
- FIPRESCI-Preis: Ich traf sogar glückliche Zigeuner und Land in Trance
- Bestes Erstlingswerk: Der Wind kommt aus den Bergen